# Горошинська сотня
Горошинська сотня (1658—1667; 1730—1782 рр., з перервою бл. 1747 р.) — військово-територіальна одиниця Лубенського полку Війська Запорозького з центром у містечку Горошин. Виникла внаслідок адміністративної реформи Івана Виговського у жовтні 1658 під час ліквідації Кропивнянського і відновлення Лубенського полків. У складі останнього створена 1658 і перебувала до першої ліквідації в 1667. Утворена з населених пунктів ліквідованої Оржицької сотні. 1661 до сотні долучено населені пункти розформованої після ліквідації Іркліївського полку Буромльської сотні. Після Андрусівської угоди 1667 Горошинську сотню ліквідували на користь посилення Лукомської сотні. 1730 гетьман Данило Апостол відновив Горошинську сотню за рахунок поселень поблизу Горошина. У 1747 р. в ревізії Лубенського полку Горошинська сотня не згадана, а поселення навколо Горошина і м-ко Горошин записані належними до Лукомської сотні. Остаточно ліквідована 1782. Територію сотні розподілено між трьома повітами Київського намісництва: Лубенським, Городиським, Хорольським.
Сотники: за 1658—1667 рр. невідомі; за 1730—1782: Довгий Григорій (1739—1740), Сахновський Петро (1756—1768), Сахновський Яків Петрович (1771—1784).
Населені пункти сотні в 1741 р.:
- місто: Горошин;
- містечко: Оржиця;
- села: Бурімка, Калкаїв, Лящівка, Мохнач, Наріжжя, Плехів, Худоліївка.

Населені пункти сотні в 1750-х рр.:
- містечка: Горошин, Бурімка, Оржиця;
- села: Калкаїв, Мохнач, Наріжжя, Плехів, Худоліївка;
- слободи і слобідки: Жостірська, Скаржинського, Строкачівка;
- хутори: біля р. Іржавця, біля м-ка Оржиці.